# Dehydrogenaza glukozo-6-fosforanowa

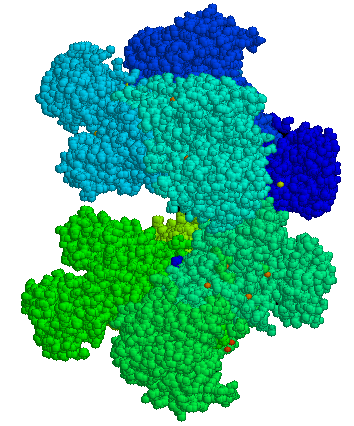
Model cząsteczki enzymu

Dehydrogenaza glukozo-6-fosforanowa, G6PD (od ang. glucose-6-phosphate dehydrogenase) – enzym z klasy oksydoreduktaz i grupy dehydrogenaz (EC 1.1.1.49). Uczestniczy w przemianach zachodzących w krwinkach czerwonych. Katalizuje pierwszą reakcję szlaku pentozofosforanowego. Gen G6PD, kodujący białko tego enzymu, znajduje się na chromosomie X w locus Xq28.